# برج دیدبانی

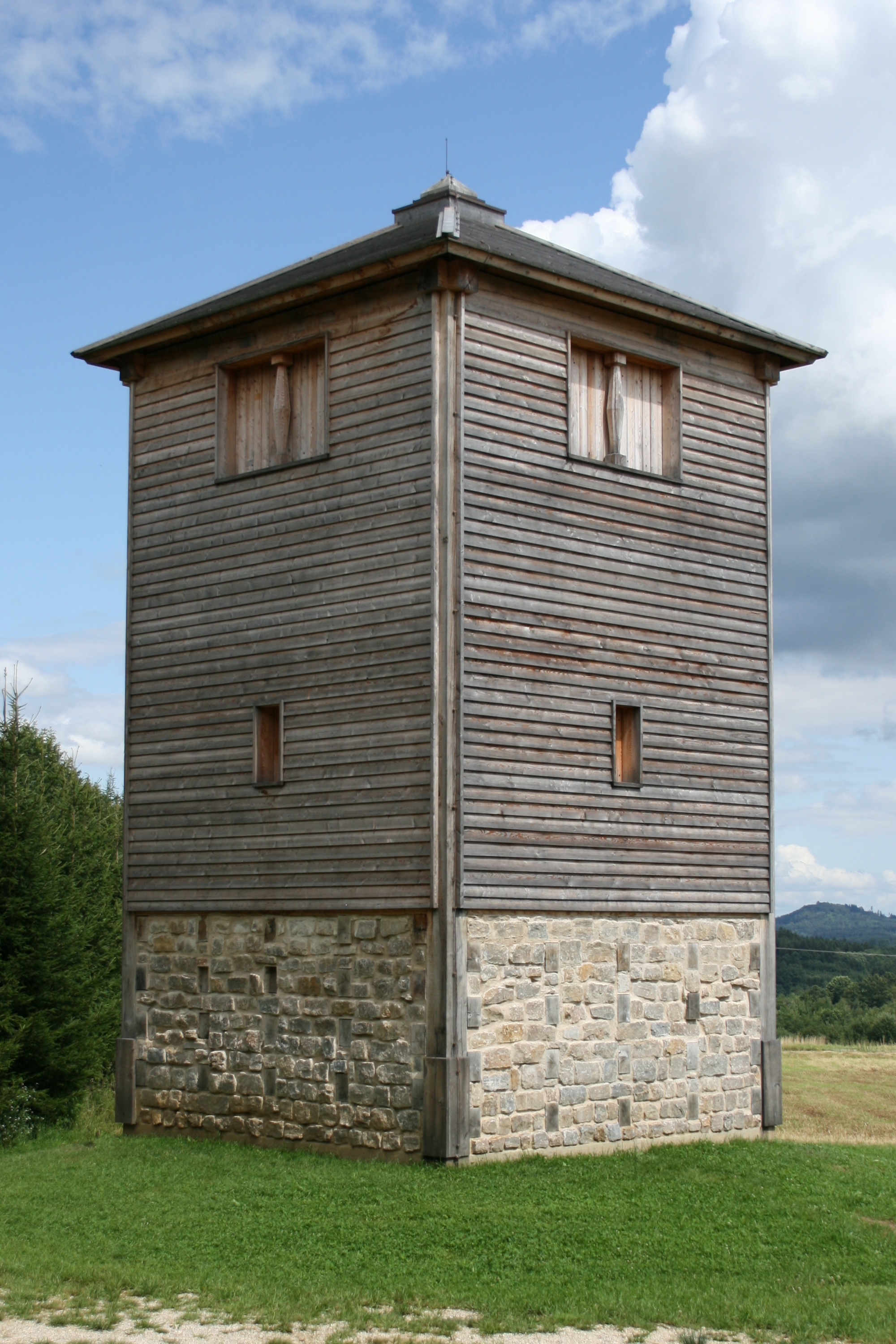
یک برج دیدبانی در آلمان

برج دیدبانی نوعی برج مرتفع است که در بسیاری از نقاط جهان ساخته شده‌است. در بیشتر موارد این برج‌ها برای اهداف نظامی ساخته شده و مورد استفاده قرار می‌گیرند. هدف اصلی در ساخت این‌گونه برج‌ها این است که دیدبان یا نگهبان در فضای تقریباً امن آن به کار دیدبانی بپردازد. در پاره‌ای از زمان‌ها، برج‌های غیرنظامی مانند مناره مساجد نیز ممکن است به عنوان برج دیده‌بانی استفاده شوند.